# Okres Strzelin
Okres Strzelin (polsky Powiat strzeliński) je okres v polském Dolnoslezském vojvodství. Rozlohu má 622,27 km² a v roce 2020 zde žilo 43 221 obyvatel. Sídlem správy okresu je město Strzelin.

## Gminy
Městsko-vesnické:
- Strzelin
- Wiązów

Vesnické:
- Borów
- Kondratowice
- Przeworno

## Města
- Strzelin
- Wiązów

## Sousední okresy
| Růžice kompasu | Vratislav         | Vratislav      | Oława | Růžice kompasu |
| Růžice kompasu | Dzierżoniów       | Sever          | Brzeg | Růžice kompasu |
| Růžice kompasu | Dzierżoniów       | Okres Strzelin | Brzeg | Růžice kompasu |
| Růžice kompasu | Dzierżoniów       | Jih            | Brzeg | Růžice kompasu |
| Růžice kompasu | Ząbkowice Śląskie | Nysa           | Brzeg | Růžice kompasu |